# Ягуар (подводная лодка)
«Ягуар» — российская и советская подводная лодка типа «Барс». Построена в 1914—1916 годах, входила в состав Балтийского флота. Принять участие в Первой мировой войне не успела, служила до 1932 года, затем использовалась как учебный корабль и как плавучая зарядовая станция.

## История строительства
«Ягуар» был заложен 3 июля 1914 года на заводе «Ноблесснер» в Ревеле, предназначался для Балтийского флота. Спуск на воду состоялся в декабре 1916 года, точная дата неизвестна. В отличие от остальных балтийских лодок проекта, на «Ягуаре» вместо восьми палубных торпедных аппаратов системы Джевецкого были установлены четыре торпедных аппарата системы завода Лесснера в неглубоких нишах по образцу ПЛ «Тигр» в средней части лодки — попарно перед рубкой и за ней.
12 октября 1917 года лодка вступила в строй и вошла в состав 5-го дивизиона Дивизии подводных лодок Балтийского моря, базировалась на Гангэ.

## История службы
«Ягуар» не успел принять участие в Первой мировой войне. Его экипаж принимал активное участие в Февральской и Октябрьской революциях.
«Ягуар» участвовал в Ледовом походе, 21—25 февраля перейдя из Ревеля в Гельсинфорс, а 5—10 апреля — из Гельсинфорса в Кронштадт. В декабре 1918 года при выходе в море из Петрограда лодка была затёрта во льдах, вернулась на базу и встала на ремонт. В середине декабря на «Ягуаре» прогремел взрыв гремучего газа, выделившегося при зарядке аккумуляторов. Последствия устраняли до конца месяца.
В 1921 году лодка была переименована в ПЛ-8. В 1922 году переименована в «Краснофлотец», до 1923 года прошла капитальный ремонт. В мае 1924 года «Краснофлотец» участвовал в испытаниях подводной радиосвязи, обмениваясь сигналами с плавбазой «Смольный» на расстоянии 20 километров. При нахождении лодки на глубине 20 футов, а верхней части антенны — на глубине 5 футов был достигнут уверенный приём сигнала с длиной волны 600 метров. Передача сигнала была безуспешной.
В конце 1920-х годов неоднократно совершала учебные походы. В 1932 году участвовала в параде кораблей на Неве. 15 сентября 1934 года переименована в «Б-4».
В 1936 году разоружена и переоборудована в плавучую зарядовую станцию, в документах обозначалась как ПЗС «Б-4», в этом качестве прослужила всю Великую Отечественную войну, в 1955 году выведена из состава флота и сдана на утилизацию.

## Командиры
- апрель — июль 1916: К. К. Станюкович — был назначен, но почти сразу ушёл в отпуск по болезни
- октябрь 1916 — январь 1917: К. К. фон Нерике
- январь — июль 1917: Б. П. Страхов, погиб вместе с подводной лодкой «Львица»
- июль — октябрь 1917: А. С. Борейша
- октябрь 1917 — июль 1918: Е. С. Крагельский
- июль 1918 — январь 1919: Е. М. Рыдалевский
- март 1919 — май 1922: А. А. Ждан-Пушкин
- май 1922 — апрель 1928: А. Г. Шишкин
- апрель 1928—1931: А. П. Васильев
- 1931 — декабрь 1932: А. Т. Заостровцев
- 1932 — сентябрь 1934: А. А. Асямолов
- 1934 — март 1936: В. В. Чистозвонов
- 1941—1945: Г. Г. Туганов, начальник плавучей зарядовой станции